# ヨハンナ・ロイジンガー
ヨハンナ・マリア・ルイーゼ・ロイジンガー（ドイツ語: Johanna Maria Louise Loisinger, 1865年4月18日 - 1951年5月20日）は、オーストリアのオペラ歌手、ピアノ奏者。元ブルガリア公アレクサンダルと結婚し、ハルテナウ伯爵夫人（ドイツ語: Gräfin von Hartenau）の称号を授けられた。

## 生涯
楽団指揮者ヨハン・ロイジンガー（Johann Loisinger）とその妻マリア・マイアー（Maria Mayr）の間の娘として生まれ、ソプラノ歌手としての訓練を受けた後、プラハ、トロッパウ、リンツの劇場や、ダルムシュタットの宮廷劇場で歌手として活動した。現役歌手時代はモーツァルト・オペラの名手の一人として知られた。
1889年2月6日にマントンにおいて、1886年に退位した元ブルガリア公アレクサンダルと結婚した。結婚後、2人はハルテナウ伯爵夫妻と名乗り、公の生活から身を引いた。アレクサンダルはオーストリア＝ハンガリー帝国軍の士官となり、夫妻は間に2人の子供をもうけ、一家はグラーツに住んだ。ヨハンナは1893年に夫と死別すると、子供たちを連れてウィーンに移った。母子はブルガリア政府から年額5万レフの年金を支給されていた 。
ロイジンガーはウィーンの音楽業界の発展に尽力し、ザルツブルクのモーツァルテウムを高等専門教育機関として整備する事業にも参加した。またウィーン・モーツァルト協会、ウィーン・コンサート協会、ウィーン交響楽団の理事長を務めた。

## 子女
夫との間に1男1女をもうけた。
- アセン・ルートヴィヒ・アレクサンダー（1890年 - 1965年）
- マリー・テレーゼ・ヴェーラ・ツヴェタナ（1893年 - 1935年）